# Zausodes sextus
Zausodes sextus är en kräftdjursart som beskrevs av Lang 1965. Zausodes sextus ingår i släktet Zausodes och familjen Harpacticidae. Inga underarter finns listade i Catalogue of Life.